# Fast X
Fast X (titulada: Fast & Furious 10 o Fast & Furious X en España y Rápidos y furiosos 10 o Rápidos y furiosos X en Hispanoamérica) es una película de acción estadounidense dirigida por Louis Leterrier y escrita por Justin Lin y Dan Mazeau. Es la secuela de F9 (2021), la décima entrega principal y la undécima entrega en general de la franquicia Fast & Furious. La cinta está protagonizada por Vin Diesel, Jason Momoa, Michelle Rodriguez, Charlize Theron, Tyrese Gibson, Chris "Ludacris" Bridges, Jordana Brewster, John Cena, Nathalie Emmanuel, Sung Kang, Scott Eastwood, Daniela Melchior, Brie Larson, Jason Statham y Alan Ritchson.
Con un décimo film planeado desde noviembre de 2014, y una conclusión de dos partes planeada desde octubre de 2020, se confirmó que Lin volvería a la dirección junto con el elenco principal adjunto. El título oficial de la película se reveló cuando comenzó la filmación el 21 de abril de 2022. Lin luego dejó el cargo de director ese mismo mes, citando diferencias creativas, aunque permaneció como escritor y productor, y Leterrier fue contratado como su reemplazo una semana después. Con un presupuesto de $340 millones de dólares, Fast X es la película más cara de la franquicia y de Universal.
Fast X fue estrenada en Estados Unidos el 19 de mayo de 2023 por Universal Pictures.

## Argumento
Hace 12 años atrás, en Río de Janeiro, Brasil, el mafioso y narcotraficante brasileño Hernán Reyes (Joaquim de Almeida) y su sociópata hijo Dante Reyes (Jason Momoa) están esperando que Dominic "Dom" Toretto (Vin Diesel) y Brian O'Conner (Paul Walker), junto con el resto de su equipo vayan a intentar robar todo su dinero que está guardado en la jefatura de policía que tienen bajo su control en una bóveda de acero. Hasta que repentinamente, Dom y Brian llegan a la jefatura de policía en sus dos autos modelo Dodge Charger SRT8 de 2011, de color gris metálico y con doble cargamento de óxido nitroso y con cables de acero, los cuales también son ayudados por el agente del Servicio de Seguridad Diplomática Luke Hobbs (Dwayne Johnson) y su compañera la oficial de policía de tránsito novata Elena Neves (Elsa Pataky), donde estos últimos usando el pesado camión blindado consiguen derribar las paredes y dejan expuesta la bóveda de metal donde se encuentra el dinero del narcotraficante brasileño, para que momentos después, Dom y Brian usando sus autos enganchan la pesada bóveda y la arrancan de sus cimientos y escapan con ella de la jefatura de policía, siendo observados por el mismo Dante tras su escape. En medio de toda la persecución por las calles de Río por los policías corruptos, Dom y Brian son respaldados por los demás miembros de su equipo y consiguen obtener una ventana de diez segundos para iniciar secretamente la fase 2 del atraco, solo para ser perseguidos momentos después por Dante, junto a su padre y los demás miembros del cartel brasileño. Pero al llegar al puente, Dom le pide a Brian que lo deje y escape de la escena, donde Dom da la media vuelta en su auto y se queda atrás para acabar con todos los autos policiales y los del cartel brasileño que los perseguían, donde éste usa la pesada bóveda de metal como un gigantesco martillo de acero para golpear y herir de gravedad a Reyes, mientras que su hijo Dante, quien estaba en el otro auto que le disparaba a Dom con una ametralladora, es golpeado violentamente por la pesada bóveda de metal y el auto de Dante es arrojado violentamente hacia el océano, aparentemente matándolo con la caída; sin embargo, pronto se revela que Dante consigue salir con vida.
En la actualidad, en Los Ángeles, California, el propio Dom le muestra a su hijo Brian cómo conducir en los estacionamientos del Dodger Stadium antes de llevarlo de regreso a casa para una parrillada, ya que su abuela ha volado desde muy lejos para saludarlos en esta ocasión especial. Momentos después, padre e hijo regresan a casa con el resto de la familia: Leticia "Letty" Ortiz (Michelle Rodriguez), su hermana Mia (Jordana Brewster), Tej Parker (Chris "Ludacris" Bridges), Roman Pearce (Tyrese Gibson), Megan Ramsey (Nathalie Emmanuel) y Han Seoul-Oh (Sung Kang). Después de que abuela Toretto pronuncia un discurso, todos comen antes de discutir un atraco planeado en Roma que supuestamente fue encargado por Eric "Little Nobody" Reisner (Scott Eastwood).
Por la noche, Dom le cuenta a Letty que su hijo dijo que su padre no le tiene miedo a nada, pero que él realmente está equivocado, ya que tiene miedo de perder a su familia. Justo en ese momento, un auto marca DeLorean Alpha 5 llega de forma inesperada a la residencia de los Toretto en donde Dom decide salir a investigar afuera de la casa y ver que ocurre. Sin embargo y para su desagrado, este descubre que dicho auto era conducido por una muy malherida Cipher (Charlize Theron), donde rápidamente Dom la recibe de forma muy hostil, por haber tenido el atrevimiento de venir hasta la puerta de su casa y le pide una razón para que no la asesine ahora mismo. Sin embargo, Cipher por su parte, le menciona a Dom que a ella también le desagrada la idea de haber venido hasta su casa, pero que en su defecto tiene otros motivos para haber llegado hasta allí a buscarlo, pidiéndole que por favor escuche lo que tiene que decirle. Momentos después, Dom lleva a Cipher adentro de la casa, mientras que Letty se ocupa de esconder a Brian antes de bajar a encarar a su mortal némesis. Minutos después, Cipher les explica a Dom y Letty, que ésta había sido atacada en su escondite previamente por mismísimo Dante, quién logró ingresar a su guarida e informó a todos los guardias de Cipher, que ésta había secuestrado a los respectivos seres queridos de cada uno de ellos, en un retorcido juego de lealtades donde obliga a todos a traicionarla y a jurarle lealtad a él. Sin embargo, la condición de Dante también incluye a sus nuevos dirigidos, que asesinen a Cipher y que tal vez deje vivir a sus respectivos seres queridos y a cambio de que lo ayuden a emprender su cacería contra Dom. Una vez alcanzada la lealtad de estos guardias, Dante se retira de la escena, apoderándose de la guarida y de toda la tecnología de pirateo de sistemas de Cipher y les ordena a todos los guardias eliminarla. A pesar de la traición de sus propios guardias y lo grave del ataque, Cipher consigue matar a unos cuantos y logra escapar casi malherida por el ascensor y llegar hasta la casa de Dom. Al caer la luz del día, Dom y Letty contactan a Eric, quien llega junto a una cuadrilla de agentes para poner bajo arresto a Cipher. Sin embargo, en ese instante Dom, Letty y Eric descubren que lo de la operación en Roma es información falsa, ya que en ningún momento, Eric les ordenó realizar dicha misión a Roma, por lo que estos deducen que todo ha sido una trampa orquestada por Dante, por lo que estos deciden ir a detenerlos antes de que sea tarde.
Rápidamente, Dom, Letty y Eric llegan a Roma para tratar de advertirles al resto del equipo que la misión es una trampa, sin embargo, cuando el equipo conformado por Tej, Roman, Ramsey y Han ya han comenzado la operación y sin saberlo están trasladando una enorme y poderosa bomba, Dante hackea los sistemas de localización de los camiones, desviando su curso hacia el Vaticano. Si bien, Dom, Letty y  Eric logran poner a resguardo a los miembros del equipo, la bomba se sale del camión, rodando en dirección al Vaticano. por otro lado, Letty se topa cara a cara con Dante y decide perseguirlo, sin embargo para infortunio de ella, termina arrestada por la policía italiana. Por su parte, Dominic alcanza a enganchar la bomba a una grúa, pero sin poder evitar la detonación de la misma y la onda expansiva resultante terminaría generando un daño considerable a la Basílica de San Pedro, no obstante y a pesar de los daños, afortunadamente no se reportaron víctimas fatales en el ataque, por lo que todos los miembros de La Familia termina acusados de terroristas y ahora son marcados en la lista de los más buscados ante la opinión pública. Tras el ataque Dom se reúne con Magdalene Shaw, quien le advierte a Dom que debe tener cuidado ya que ahora todos los que alguna vez lo ayudaron estaran en peligro y le ordena a su equipo esconderse.
Mientras tanto en La Agencia, el nuevo director Aimes se encuentra con Tess (Brie Larson), la hija de Frank "Mr. Nobody" Petty (Kurt Russell). Aimes ha estado rastreando la historia de carreras callejeras del equipo de Toretto hasta el atraco global, creyendo que Don Nadie fue demasiado sensible y blando con ellos. Mientras Tess argumenta en su defensa y cómo han derribado a algunos criminales bastante serios, Aimes logra convencer al resto de la junta de la Agencia para que los persiga. Luego que los medios calificaran al equipo de Dom de terroristas internacionales, Roman lleva a Tej, Ramsey y Han a Londres por medio de un contenedor que transportaba perfumes.
Por otro lado, Mia está cuidando al pequeño Brian cuando un equipo de mercenarios de la agencia irrumpe la casa de los Toretto, forzando a Mia a intentar luchar contra ellos mientras el pequeño Brian se esconde, hasta que poco después es rescatado por su tío Jakob (John Cena) quien arriba tras haber sido contactado por Dom. Jakob ordena a Mia a poner a sus hijos a resguardo, llevándose consigo a Brian.
Entre tanto, Tess encuentra a Dom en un bar de Brasil y le dice quién es el responsable de todo lo que está pasando es Dante y también le menciona a Dom por qué lo persigue. Por su parte Dom le pide su ayuda a Tess para exonerarlos de todos los cargos que les causó Dante y sacar a Letty, ya que la han llevado a una base secreta de la Agencia. Por su parte, Tess se reúne con Letty y crea un plan para que la trasladen de su lugar a otro lugar haciendo que parezca que Letty la está atacando.
Dom va a un evento de carreras callejeras en Río de Janeiro, para encontrarse con Diogo y una joven llamada Isabel que Dom al parecer conoce. Justo en ese momento, Dante aparece y desafía a Dom a una carrera callejera junto a Diogo e Isabel. Durante la carrera, Dante hace que Dom elija cuál de los dos morirá, ya que este sociópata con la ayuda de sus secuaces había colocado deliberadamente dos explosivos debajo del chasis de sus autos, esto en un retorcido experimento social, para que Dom no pueda salvar a uno de ellos. Ante tal situación, Dom termina tratando de frenar a Isabel, haciendo que Dante haga explotar el auto de Diogo en la pista, matándolo en el acto. Sin embargo, Dante luego cambia de parecer y trata de matar a Isabel de todos modos, pero antes de que eso ocurra, Dom rápidamente embiste el auto de Isabel hasta que esta súbitamente se estrella violentamente contra un auto estacionado en el borde de la pista, donde producto del fuerte impacto consigue quitarle el explosivo de su auto antes de que Dante active el dispositivo, el cual explota poco después de que este se desprende del chasis del auto y el mismo patina volcado unos cuantos metros hasta que rápidamente Dom usa su propio auto para frenar el destruido auto y salvar la vida de Isabel, donde momentos después se detiene y la saca del auto destruido, mientras que Dante por otro lado se escapa de la escena riéndose maléficamente de lo que ha hecho, donde además se jacta de haberle ganado a Dom en la carrera.
Mientras tanto, Rome, Tej, Han y Ramsey terminan llegando a un cibercafé donde acaban conociendo a un viejo compañero de piratería de esta última llamado Bowie, donde Ramsey recupera un archivo y se entera de que Dante es el que está utilizando su sistema de vigilancia, el Ojo de Dios, para apuntar a personas cercanas a Dom. Además de ello, Dante también hackea sus diferentes cuentas bancarias y les roba todo el dinero que tenían cada uno de ellos y los usa para contratar a mercenarios para cazarlos, pero por fortuna, Rome tenía algo de dinero asegurado debajo de su chaqueta por si algo como esto llegara a pasar. Sin embargo, el grupo terminan siendo traicionados por Bowie y los cuatro se ven obligados a escapar y buscar ayuda a regañadientes con Deckard Shaw (Jason Statham), quien cree que Han está ahí para luchar contra él, después de su intento de matarlo, por lo que decide asesinar a Han de una vez por todas, evitando que Roman pudiera intervenir, pero su intento de asesinarlo se ve interrumpido por la aparición de más matones de la Agencia. Momentos después, Deckard consigue matarlos a todos y le perdona la vida a Han admitiendo que ambos están a mano y se entera por medio de Ramsey de que su madre Magdalene Shaw (Helen Mirren) también se encuentra entre la lista objetivos a cazar de Dante, por lo que rápidamente se abastece de múltiples armas para luego dirigirse a proteger a su familia antes que Dante los encuentre primero, pero también le brinda al resto del grupo parte de su arsenal de armas y equipo para que puedan prepararse y les consigue además un medio transporte clandestino para que puedan llevarlos a un lugar seguro.
Entre tanto, Letty se despierta en una instalación médica de la Agencia, donde también para su desagrado se encuentra junto a Cipher. Por su parte, la malvada ciberterrorista piratea el sistema de seguridad y llena de gas anestésico el lugar para neutralizar a los guardias y liberarlas a ambas. Mientras intentan escapar, Letty instiga una pelea con Cipher, lo que las lleva a golpearse, patearse y arrojarse entre sí al equipo. Después de que vuelven en sí, Letty intenta salir sin Cipher, solo para descubrir que la instalación está ubicada en la Antártida por lo que se ve forzada a regresar al interior de las instalaciones. Sin embargo, tan pronto como regresa al nivel inferior donde estaba, Cipher le menciona en tono sarcástico que su plan de escape también incluía no morirse de frío por las bajas temperaturas del exterior, por lo que Letty a regañadientes decide hacer una pequeña tregua con Cipher para poder escapar de ese lugar. Mientras tanto, Jakob se une a su sobrino y trata de mezclarse con él para evitar que sean descubiertos y ambos abordan un avión donde una azafata, que es una antigua amiga de Jakob, los alerta de la presencia de tres matones de Dante y los deja inconscientes, para momentos después con la ayuda de la mujer, esconder sus cuerpos en un compartimiento del avión, mientras él y su sobrino abordan un avión secreto para dirigirse hacia su base secreta en Portugal.
Mientras tanto, Isabel se despierta en el apartamento que Dom compartía con Elena, la cual resulta ser en realidad la hermana mayor de Isabel y esta le menciona a Dom que siempre sintió que Elena era la mejor hermana mayor que tenía en su vida y se pregunta si de verdad murió la hermana equivocada, ya que siempre Isabel se involucraba en problemas relacionados con los cárteles, la gente del bajo mundo y las carreras callejeras de la ciudad, pero por su parte, Dom le asegura que ese no es el caso. Con la ayuda de Isabel, estos encuentran todos los antiguos archivos policiales de Elena con toda la información sobre Dante y esta le explica que este malvado sociópata cada vez que se metía en problemas relacionados con la ley, su padre siempre abogaba por él, para que lo liberaran de cargos. Pero mientras buscan una pista en los expedientes estos encuentran que todas las propiedades de Reyes tras su caída habían sido embargadas en su totalidad, con excepción de una propiedad que esta a nombre de Dante, una jefatura de policía, que resulta ser la misma jefatura donde Reyes tenía escondido todo su dinero la última vez y que ahora la misma está abandonada desde hace diez años. Momentos después, Dom visita la jefatura de policía abandonada y encuentra numerosos videos y grabaciones de él y su familia a lo largo de los años y súbitamente, Dante lo llama por un teléfono que dejó en el lugar y se burla de Dom por hacerlo sufrir antes de morir (como le enseñó su padre), mirando por la ventana a Isabel antes de que Aimes aparezca para arrestar a Dom.
Dom es transportado por el mismo puente donde ocurrió el atraco, cuando el convoy que lo llevaba es bombardeado por Dante. Se produce un enfrentamiento en el puente cuando Tess y Aimes intentan derribar a Dante y sus matones, pero Dante tiene un francotirador sobre ellos que les dispara a ambos antes de que apunte a Isabel, a quien Dante había secuestrado. Dom saca a Isabel del camino mientras Dante le quita el Ojo de Dios a Tess, haciéndole saber a Dom que puede encontrar a su hijo antes de escapar. Isabel lleva a Tess a un lugar seguro mientras Dom corre para encontrar a su hijo con la ayuda de Aimes.
Dante rastrea la ubicación de Jakob y el pequeño Brian, pero Jakob viene preparado con un vehículo cargado de cañones que hace estallar a los matones. Por otro lado, el pequeño Brian intenta ayudar saliendo por la parte de atrás, pero esto le da a Dante la oportunidad de sacar al niño del auto. Jakob alerta a Dom antes de que pueda llegar a su hermano. Dom cae de un avión en su automóvil antes de que dos de los helicópteros de francotiradores de Dante disparen su automóvil con arpones, pero luego Dom sale del puente y los hace chocar y explotar. Luego, Jakob decide sacrificarse por su hermano deteniendo a los matones de Dante con su auto lleno de bombas explotando y muriendo heroicamente para que Dom pueda huir.
Dom llega al auto de Dante y hace que su hijo salga volando y se suba al auto de Dom. Luego, Dante hace que dos camiones petroleros intenten chocar con Dom y su hijo sobre una presa, por lo que hace lo único razonable y conduce el automóvil por la presa mientras los petroleros se explotan entre sí, lo que obliga a Dom a golpear el nitro con fuerza para que pueda correr más rápido que la bola de fuego resultante. Justo cuando parece que Dom y su hijo están a salvo, un avión que transporta al resto del equipo de Dom es alcanzado por un misil teledirigido, el cual había sido disparado por nada más y nada menos que por Aimes, quien estuvo trabajando todo este tiempo con Dante desde el atraco de Río. Por otro lado, Dom observa con impotencia cómo el avión de sus amigos se estrella contra una montaña cercana, aparentemente matándolos en el acto y Dante declara que Dom ha tenido suficiente sufrimiento por un día y que ahora es tiempo de morir, por lo que este rápidamente manipula una serie de explosivos atados en toda la presa, para que la misma explote en cuestión de segundos y Dom solo puede mirar a su hijo con miedo pensando que morirán en la inminente inundación.
De vuelta en la Antártida, Letty y Cipher emergen de las instalaciones y ven emerger un enorme submarino del hielo, pilotado por nada más y nada menos que Gisele Yashar (Gal Gadot), quien se creía que había muerto durante los acontecimientos de la sexta entrega y Letty mira en estado de shock la situación, mientras que Cipher parece haber planeado esto todo el tiempo.
En una escena a mitad de los créditos, un equipo de policías invade una instalación abandonada propiedad de Dante, hasta que uno de los hombres encuentra un teléfono que suena y lo contesta, donde rápidamente escucha la voz de Dante y que lo tiene marcado como su próximo objetivo, ya que el hombre que contestó el teléfono es el responsable de ejecutar a su padre el día que Dom, Brian y su equipo robaron el dinero de Reyes. Súbitamente, el hombre se quita la máscara y resulta ser nada más y nada menos que el mismísimo Luke Hobbs, quien solo se limita a decirle a Dante en tono de amenaza: "¡Pues no soy difícil de encontrar, hijo de puta!" y momentos después, Hobbs destruye en mil pedazos el teléfono con sus propias manos.

## Reparto
- Vin Diesel como Dominic "Dom" Toretto, un ex corredor callejero criminal y profesional que se retiró y se estableció con su esposa, Letty, y su hijo, Brian Marcos.
- Jason Momoa como Dante Reyes,[4] el hijo del mafioso y narcotraficante brasileño Hernán Reyes, el cual quiere vengarse de Dom y su equipo por los hechos ocurridos en Fast Five (2011). Momoa describió al villano como "muy sádico y andrógino y es un poco pavo real... Este tipo tiene muchos problemas. Definitivamente tiene algunos problemas con su papá".[5]
- Jason Statham como Deckard Shaw, un ex oponente de Dom y su equipo, que se convirtió en aliado y nuevo miembro después de salvar a su hijo. El hermano menor de Deckard, Owen, fue hospitalizado trabajando para Cipher.
- Michelle Rodriguez como Leticia "Letty" Ortiz, la esposa de Dom y excorredora callejera criminal y profesional.
- Charlize Theron como Cipher, una mente criminal y ciberterrorista que anteriormente era enemiga del equipo de Dom.
- Tyrese Gibson como Roman "Rome" Pearce, un delincuente habitual, corredor callejero experto, amigo de la infancia de Brian y miembro del equipo de Dom.
- Ludacris como Tej Parker, un mecánico de Miami y miembro del equipo de Dom.
- Jordana Brewster como Mia Toretto, la hermana de Dom y Jakob y miembro del equipo de su hermano Dom que se estableció con su pareja, Brian O'Conner, y sus dos hijos.
- Sung Kang como Han Seoul-Oh, un miembro del equipo de Dom que fingió su muerte con la ayuda del Sr. Don Nadie.
- John Cena como Jakob Toretto, el hermano de Dom y Mia que anteriormente trabajó como maestro ladrón, asesino y conductor de alto rendimiento, y también fue el agente deshonesto del Sr. Don Nadie.
- Nathalie Emmanuel como Megan Ramsey, una hacktivista informática británica y miembro del equipo de Dom.
- Brie Larson como Tess, la hija y agente del Sr. Don Nadie que se alía con Dom y su tripulación.
- Daniela Melchior como Isabel Neves, una corredora callejera brasileña y la hermana de la exnovia de Dom y madre de Brian Marcos, Elena Neves.
- Alan Richtson como Aimes, el nuevo líder de la agencia del Sr. Don Nadie que trabaja de forma encubierta con Dante.
- Scott Eastwood como Eric Reisner / Little Nobody, un agente del gobierno que trabajó para el Sr. Don Nadie.
- Rita Moreno como Abuelita Toretto: la abuela de Dom, Mia y Jakob.[6]

Luis Da Silva aparece como Diogo, un corredor callejero brasileño que se alía con Dom y su equipo, retomando su papel de Fast Five (2011). Michael Irby aparece como Zizi, la mano derecha de Hernán Reyes, a través de imágenes de archivo de Fast Five (2011). Joaquim de Almeida retoma su papel de Hernán Reyes, un narcotraficante despiadado y padre de Dante, de Fast Five (2011), mientras que Leo Abelo Perry interpreta a Brian Marcos, el hijo de Dom. La cantante Ludmilla tiene un cameo como titular de la carrera en Río de Janeiro. Pete Davidson aparece como Bowie, un amigo de Ramsey. La difunta estrella de la serie, Paul Walker aparece como Brian O'Conner a través de imágenes de archivo de Fast Five (2011), mientras que su hija Meadow Walker hace un aparición especial como azafata. Dwayne Johnson repite su papel como Luke Hobbs durante la escena a mitad de los créditos. Debby Ryan y su esposo Josh Dun, así como Gal Gadot, también hacen apariciones especiales, y esta última repite su papel como Gisele Yashar. El periodista francés Ali Baddou aparece durante los flashes informativos de la película.

## Doblaje
| Actor                    | Personaje                    | Actor/Actriz de doblaje · México | Actor/Actriz de doblaje · España |
| ------------------------ | ---------------------------- | -------------------------------- | -------------------------------- |
| Vin Diesel               | Dominic "Dom" Toretto        | Idzi Dutkiewicz                  | Juan Carlos Gustems              |
| Jason Momoa              | Dante Reyes                  | Jorge Badillo                    | José García Tos                  |
| Jason Statham            | Deckard Shaw                 | Óscar Flores                     | Juan Antonio Bernal              |
| Michelle Rodríguez       | Leticia "Letty" Ortiz        | Erica Edwards                    | Graciela Molina                  |
| Charlize Theron          | Cipher                       | Gabriela Gómez                   | Ana María Marí                   |
| Tyrese Gibson            | Roman "Rome" Pearce          | Sergio Gutiérrez Coto            | Carlos di Blasi                  |
| Chris "Ludacris" Bridges | Tej Parker                   | Raúl Anaya                       | José Luis Mediavilla             |
| Jordana Brewster         | Mia Toretto                  | Mayra Arellano                   | Joël Mulachs                     |
| John Cena                | Jakob Toretto                | Andrés García                    | Roberto Encinas                  |
| Nathalie Emmanuel        | Megan Ramsey                 | Carla Castañeda                  | Olga Velasco                     |
| Sung Kang                | Han Seoul-Oh                 | José Gilberto Vilchis            | José Posada                      |
| Brie Larson              | Tess                         | Sofía Huerta                     | Laura Monedero                   |
| Leo Abelo Perry          | Brian Toretto                | Dante Galván                     | Marc González                    |
| Daniela Melchior         | Isabel Neves                 | Mónica Moreno                    | Marta Moreno                     |
| Alan Ritchson            | Aimes                        | Jaime Alberto Carrillo           | Javier Lorca                     |
| Scott Eastwood           | Eric "Little Nobody" Reisner | Víctor Ugarte                    | Carlos Lladó                     |
| Elsa Pataky (archivo)    | Elena Neves                  | Mireya Mendoza                   |                                  |
| Rita Moreno              | Abuelita Toretto             | Ángela Villanueva                | Ana Ángeles García               |
| Paul Walker (archivo)    | Brian O'Conner               | Ricardo Tejedo                   |                                  |
| Helen Mirren             | Magdalene Shaw               | Anabel Méndez                    | María Luisa Solá                 |
| Luis Da Silva            | Diogo                        | Christian Strempler              | Toni Astigarraga                 |
| Joaquim de Almeida       | Hernán Reyes                 | Sebastián Llapur                 | Luis Bajo                        |
| Dwayne Johnson           | Agente Luke Hobbs            | Juan Carlos Tinoco               | Jordi Boixaderas                 |

## Producción

### Desarrollo
En noviembre de 2014, la presidenta de Universal Pictures, Donna Langley, dijo que habría al menos tres películas más en la franquicia Fast & Furious, después de Furious 7 (2015). En abril de 2017, el productor Neal H. Moritz declaró que la décima entrega serviría como final de la franquicia, con Chris Morgan trabajando como guionista. En octubre de 2017, Justin Lin entró en negociaciones para dirigir la novena y décima película, después de dirigir cuatro películas anteriores de la serie. En febrero de 2020, Vin Diesel insinuó que la película podría dividirse en dos partes. En abril de 2022, Lin y Dan Mazeau escribieron un nuevo borrador del guion. El 5 de junio de 2022, Tyrese Gibson anunció que Fast X vería a la franquicia "volver a sus raíces", y los informes indicaban que se trataría de un regreso a los elementos de carreras callejeras de entregas anteriores.

### Casting
En junio de 2021, Diesel reveló que Cardi B volvería a interpretar su papel de Leysa en la décima película, luego de que el personaje debutara en F9 (2021). Más tarde ese mes, Diesel anunció que la película se dividiría en dos partes, y que la filmación comenzaría en enero de 2022 y se llevaría a cabo de forma consecutiva. En diciembre de 2021, Dwayne Johnson descartó regresar para Fast X y calificó una publicación de Instagram de Diesel pidiendo su regreso como "manipulación". Finalmente, Johnson repitió su papel como Luke Hobbs en un cameo en la escena a mitad de los créditos.
A principios de 2022, Jason Momoa fue elegido para interpretar al villano principal, Dante Reyes, mientras que Daniela Melchior, Brie Larson y Alan Ritchson también se unieron al elenco. En mayo de 2022, Rita Moreno fue elegida como Abuelita Toretto, la abuela de Dom, Jakob y Mia. El 23 de diciembre de 2022, se reveló que Gal Gadot, quien interpretó a Gisele Yashar en tres entregas anteriores, filmó una escena para Fast X.

### Filmación
La filmación comenzó el 21 de abril de 2022, cuando se reveló el título de la película y se confirmó que Michelle Rodríguez, Tyrese Gibson, Ludacris, Jordana Brewster, Nathalie Emmanuel, Sung Kang y Charlize Theron repetirían sus papeles. Según Diesel, un borrador anterior excluyía el personaje de Brewster, el cual fue anulado. Al día siguiente, se confirmó que Michael Rooker volvería a interpretar su papel de Buddy de F9. Se informó también que el presupuesto de producción de la película era de $300 millones de dólares, con más de $100 millones destinados a los salarios del elenco.
Una semana después de que comenzara la filmación, Lin abandonó la película como director debido a "diferencias creativas", lo que dejó estancada la producción principal. Sin embargo, Lin permaneció en el proyecto como productor. Informes posteriores alegaron que Lin se enfrentó en el set con Diesel, quien supuestamente llegaba fuera de forma, a menudo llegaba tarde y no recordaba sus líneas. Supuestamente, Lin también estaba molesto con las reescrituras de su guion, así como con el cambio de lugares de filmación y uno de los villanos de la película que aún no se había elegido. Según los informes, un desacuerdo con Diesel se intensificó hasta el punto en que Lin gritó: "Esta película no vale mi salud mental". La producción de la segunda unidad siguió en curso en el Reino Unido mientras el estudio buscaba un director de reemplazo. Según los informes, Universal Pictures gastó $1 millón de dólares por día para mantener la producción en pausa. Los directores F. Gary Gray y David Leitch, quienes anteriormente habían dirigido The Fate of the Furious y Fast & Furious Presents: Hobbs & Shaw, respectivamente, fueron considerados por el estudio para reemplazar a Lin, sin embargo, no era probable que pudieran aceptar debido a sus compromisos con Lift y The Fall Guy (ambos de 2024), respectivamente. El director de Furious 7, James Wan, quien una vez fue considerado para dirigir The Fate of the Furious, pero rechazó debido a su experiencia tensa en Furious 7, también fue considerado una "opción viable", pero en ese momento estaba vinculado con compromisos con Aquaman y el Reino Perdido (2023), la última película del Universo extendido de DC (DCEU). Variety informó que no era probable contratar a un director de "lista A" sin cambios drásticos en el guion y Universal probablemente recurriría a un director de segunda unidad "bien versado" en películas de acción de gran presupuesto. El 2 de mayo de 2022, Louis Leterrier fue anunciado como el reemplazo de Justin Lin. Leterrier ya tenía una relación establecida con el estudio, ya que anteriormente había dirigido The Incredible Hulk (2008), y comenzó a filmar en Londres después de que se confirmaron las consideraciones contractuales y de programación.
Los lugares de rodaje incluyeron Roma y varias localizaciones de España, entre ellas la presa de Aldeadávila. Momoa comenzó a rodar sus escenas el 16 de mayo de 2022. Al igual que en las entregas anteriores, Diesel supervisó la escritura y el diseño de las secuencias de acción de la película. Según fuentes no identificadas de The Hollywood Reporter, el control creativo de Diesel y los frecuentes cambios de última hora reflejan "un proceso [que] es como un mosaico que no deja de moverse", etiquetándolo como "exigente" y perfeccionista.

## Estreno
Fast X fue estrenada el 19 de mayo de 2023 en Estados Unidos por Universal Pictures. En febrero de 2016, Diesel anunció las fechas de estreno iniciales para la novena y décima película, con la décima película inicialmente programada para estrenarse el 2 de abril de 2021. Después de que F9 se retrasara hasta la fecha de estreno de la décima película debido a la pandemia de COVID-19, la fecha de estreno de la décima película se retrasó indefinidamente. En junio de 2021, Diesel anunció una fecha de estreno prevista para febrero de 2023 y febrero de 2024 para la décima y undécima película, respectivamente. En agosto de 2021, se anunció oficialmente que la película se estrenaría el 7 de abril de 2023. En diciembre de 2021, la película se retrasó hasta la fecha definitiva de mayo de 2023.

## Recepción
Fast X recibió reseñas generalmente mixtas de parte de la crítica y la audiencia. En el sitio web especializado Rotten Tomatoes, la película posee una aprobación del 57%, basada en 302 reseñas, con una calificación de 5.7/10, y con un consenso crítico que dice: "Tan irremediablemente tonta como satisfactoriamente consciente de sí misma, Fast X debería acelerar los motores de los fanáticos veteranos y dejar a muchos recién llegados en punto muerto". De parte de la audiencia obtuvo una aprobación del 76%, basada en más de 10 000 votos, con una calificación de 3.9/5.
El sitio web Metacritic le dio a la película una puntuación de 55 sobre 100, basada en 58 reseñas, lo que indica "reseñas mixtas o promedio". Las audiencias encuestadas por CinemaScore le otorgaron a la película una "B+" en una escala de A+ a F, mientras que en el sitio IMDb los usuarios le asignaron una calificación de 6.3/10, sobre la base de más de 40 000 votos. En la página web FilmAffinity la cinta tiene una calificación de 5.7/10, basada en 1497 votos.

## Automóviles
- Dodge Charger SRT Hellcat 2023, de Dominic "Dom" Toretto.
- 1970 Dodge SuperCharger R/T, de Dominic "Dom" Toretto.
- Lamborghini Gallardo, de Roman "Rome" Pearce.
- Ford Fairlane 1966, de Dante Reyes.
- Chevrolet Impala, de Dante Reyes.
- McLaren Senna, de Deckard Shaw.
- Alfa Romeo 2000 GT, de Han Seoul-Oh.
- Chevrolet El Camino, de Jakob Toretto.
- Harley Davidson Iron, de Leticia "Letty" Ortiz.
- DeLorean Alpha5, de Cipher.
- Datsun 240Z, de Isabel Neves.
- Porsche 911 GT3 RS (997), de Diogo.